# Yuu Yii
Yuu Yii är en ort i Mexiko.   Den ligger i kommunen Santa Catarina Yosonotú och delstaten Oaxaca, i den sydöstra delen av landet, 300 km sydost om huvudstaden Mexico City. Yuu Yii ligger 2 527 meter över havet och antalet invånare är 162.
Terrängen runt Yuu Yii är kuperad åt nordost, men åt sydväst är den bergig. Runt Yuu Yii är det ganska tätbefolkat, med 72 invånare per kvadratkilometer. Närmaste större samhälle är Villa Chalcatongo de Hidalgo, 12,3 km öster om Yuu Yii. Trakten runt Yuu Yii består i huvudsak av gräsmarker.